# Демьяненко, Анатолий Васильевич
Анато́лий Васи́льевич Демья́ненко (укр. Анато́лій Васи́льович Дем'я́ненко, по паспорту — Демяненко; род. 19 февраля 1959, Днепропетровск) — советский и украинский футболист, футбольный тренер и функционер. С 1979 по 1990 годы играл за киевское «Динамо» (с 1986 по 1990 годы был капитаном команды). Выступал за сборную СССР. Мастер спорта международного класса (1980), заслуженный мастер спорта СССР (1986).
Окончил Киевский государственный институт физкультуры.

## Биография
Родился 19 февраля 1959 года в Днепропетровске. В детстве одинаково хорошо играл в хоккей и футбол. Воспитанник школы «Днепра» (1971—1975). Первые тренеры — Михаил Коломоец и Владимир Ануфриенко.
Игроцкое прозвище «Муля» к Демьяненко прикрепилось ещё с детства — к старшему брату Анатолия приходил в гости сосед, живущий этажом выше, чья фамилия была Муравский, а дворовая кличка — Мурик. Анатолий не выговаривал тогда букву «р» и называл его «Муликом» и «Мулей».
На турнире «Переправа» в 1977 году Демьяненко играл за победившую там сборную Украинской ССР. Селекционером «Динамо» (Киев) Анатолием Сучковым был приглашён в команду и написал заявление о переходе. Позже Демьяненко написал письмо с отказом в федерацию футбола.
Дебютировал в Высшей лиге 18 мая 1978 года в составе «Днепра» в гостевом матче против «Кайрата» (проигран 0:1, сыграл 90 минут). В 1978 году провёл 20 игр, забил 1 гол (в ворота «Зенита»).
«Динамо» стало известно, что Демьяненко находится на срочной службе, и установило за ним слежку. Вот как описывает то время сам Демьяненко: «Приходилось ночевать у друзей — „бобик“ с солдатами регулярно подъезжал к моему дому и караулил меня. Так продолжалась до января 1979 года, когда меня вызвали в сборную Украины на Спартакиаду народов СССР. За мной включили слежку уже в поезде. А на киевском вокзале взяли и отвезли в часть». 19 дней Демьяненко провёл в военной части, после чего за ним приехал тренер «Динамо» Михаил Коман. Демьяненко подписал заявление о переходе в «Динамо», после чего прибыл в расположение киевлян. Демьяненко приняли в Киеве тепло, что позволило ему быстро получить место в «основе». Некоторое время жил в общежитии, затем переехал на квартиру к Владимиру Бессонову, который ещё был холостяком.
Демьяненко активно вызывали в различные сборные СССР. 23 октября 1981 года дебютировал в составе первой сборной СССР в отборочной игре к чемпионату мира 1982 против сборной Турции. Сборная СССР выиграла 4:0, а Демьяненко забил гол. С тех пор Анатолий стал ведущим игроком сборной.
В конце 1984 года Демьяненко из-за болезни отца намеревался перейти обратно в «Днепр», но в итоге, поддавшись настойчивым уговорам Лобановского, остался в Киеве. В 1985 году был признан лучшим футболистом СССР по версии еженедельника «Футбол-Хоккей».
С 1986 по 1990 годы был капитаном киевского «Динамо». Практически не пропускал сезонов — только в 1989 году в матче против душанбинского «Памира» 5 апреля получил перелом голеностопа, из-за которого до конца сезона не играл.
Демьяненко называли футболистом «с двумя сердцами» за его неутомимую челночную работу по левой бровке поля. Активные подключения к атаке нередко приводили к голам.
С начала 1991 года уехал по контракту в германский ФК «Магдебург», где ему была обещана зарплата в 8 тысяч марок плюс бонусы против 500 долларов в «Динамо». Перед командой стояла задача отобраться во 2-ю Бундеслигу, но выполнить её не удалось. По условиям контракта в этом случае от его услуг отказывались, поскольку полупрофессиональный статус клуба не позволял выплатить Демьяненко оговоренные контрактом суммы. Вернулся в Киев, где некоторое время тренировался с «Динамо». Вскоре получил приглашение и летом 1991 года подписал контракт с польским «Видзевом». В новой команде выступал сначала в полузащите, но позже был переведён на позицию последнего защитника. В Лодзи он получал 5 тысяч долларов в месяц. Контракт был рассчитан до конца 1993 года, но из-за финансовых трудностей команды принял решение разорвать контракт по окончании сезона 1991/92.
Летом 1992 вернулся в «Динамо», вместе с командой выступал в еврокубках.

### Тренерская карьера
После завершения игровой карьеры занят тренерской деятельностью. Сначала Виктор Колотов пригласил его помощником в «Борисфен». Спустя некоторое время Григорий Суркис, с подачи Йожефа Сабо, принявшего тогда «Динамо», позвал Демьяненко в родной клуб в качестве ассистента Сабо. Входил в тренерский штаб вплоть до 2005 года.

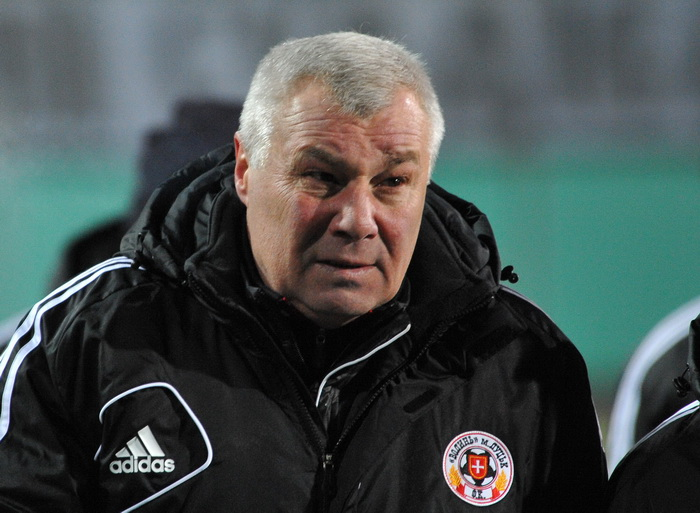
Демьяненко в качестве главного тренера «Волыни», 2012 год

С 2005 года работал главным тренером «Динамо» Киев, с которым расстался 20 сентября 2007 года по обоюдному согласию. Вместе с командой сотворил «золотой» дубль в 2007 году и был признан лучшим тренером Украины (2007). Но победы на Украине совмещались с поражениями в Европе, что показывают такие результаты, как домашний матч со «Стяуа» (1:4) или матч с мадридским «Реалом» на «Сантьяго Бернабеу» (1:5).
4 января 2008 года назначен главным тренером азербайджанского клуба «Нефтчи» (Баку), сменив на этом посту чешского специалиста Властимила Петржелу. 23 августа 2008 был уволен.
9 августа 2010 года был назначен главным тренером узбекистанского клуба «Насаф» (Карши). 29 октября 2011 года выиграл с клубом Кубок АФК.
8 января 2012 года возглавил луцкую «Волынь». 26 апреля 2013 года расторг контракт по обоюдному согласию.
В январе 2020 года стал главным тренером словацкого клуба «Нитра», который покинул уже в апреле.

## Достижения

### В качестве игрока
«Динамо» (Киев)
- Чемпион СССР (5): 1980, 1981, 1985, 1986, 1990
- Обладатель Кубка СССР (4): 1982, 1985, 1987, 1990
- Обладатель Суперкубка СССР (3): 1981, 1986, 1987
- Обладатель Кубка обладателей Кубков УЕФА: 1986

Сборная СССР
- Чемпион Европы среди молодёжных команд: 1980
- Вице-чемпион Европы: 1988

### В качестве тренера
«Динамо» (Киев)
- Чемпион Украины: 2007
- Обладатель Кубка Украины: 2006, 2007
- Обладатель Суперкубка Украины: 2007

«Нефтчи» (Баку)
- Бронзовый призёр чемпионата Азербайджана: 2009

«Насаф»
- Серебряный призёр чемпионата Узбекистана: 2011
- Кубок АФК: 2011

### Личные
- Футболист года на Украине (2): 1982, 1985
- Лучший футболист СССР (еженедельник «Футбол»): 1982 (2-е место), 1985 (1-е место)
- В списках 33 лучших футболистов СССР 9 раз, из них № 1 (1981—1986 и 1988) — 7 раз, № 2 (1980), № 3 (1979)
- В списках лучших футболистов Украинской ССР[укр.] (8): № 1 (1981—1986, 1988), № 2 (1979, 1980)
- Мастер спорта международного класса (1980)
- Заслуженный мастер спорта СССР (1986)
- Тренер сезона на Украине[укр.]: 2007
- Лучший игрок чемпионата Европы среди молодёжных команд: 1980
- В сборной СССР провёл 80 матчей (4-е место среди всех игроков сборной), забил 6 мячей

## Награды
- Орден «За заслуги» III степени (2004)[12], II степени (2006)[13] и I степени (2016)[14]

## Статистика выступлений

### Клубная
| Клуб             | Сезон            | Чемпионат | Чемпионат | Кубок | Кубок | Еврокубки | Еврокубки | Суперкубок | Суперкубок | Всего | Всего |
| Клуб             | Сезон            | Игры      | Голы      | Игры  | Голы  | Игры      | Голы      | Игры       | Голы       | Игры  | Голы  |
| ---------------- | ---------------- | --------- | --------- | ----- | ----- | --------- | --------- | ---------- | ---------- | ----- | ----- |
| Днепр            | 1978             | 20        | 1         | -     | -     | -         | -         | -          | -          | 20    | 1     |
| Динамо           | 1979             | 32        | 0         | 3     | 0     | 6         | 2         | -          | -          | 41    | 2     |
| Динамо           | 1980             | 32        | 2         | 8     | 0     | 2         | 0         | -          | -          | 42    | 2     |
| Динамо           | 1981             | 29        | 2         | 4     | 0     | 5         | 0         | 1          | 0          | 39    | 2     |
| Динамо           | 1982             | 32        | 5         | 3     | 0     | 4         | 1         | -          | -          | 39    | 6     |
| Динамо           | 1983             | 33        | 3         | 1     | 0     | 2         | 0         | -          | -          | 36    | 3     |
| Динамо           | 1984             | 33        | 2         | 7     | 0     | -         | -         | -          | -          | 40    | 2     |
| Динамо           | 1985             | 34        | 8         | 2     | 1     | 9         | 2         | -          | -          | 45    | 11    |
| Динамо           | 1986             | 29        | 2         | 5     | 0     | 9         | 0         | 1          | 0          | 44    | 2     |
| Динамо           | 1987             | 29        | 1         | 4     | 2     | 1         | 0         | 1          | 0          | 35    | 3     |
| Динамо           | 1988             | 30        | 1         | 4     | 0     | -         | -         | -          | -          | 34    | 1     |
| Динамо           | 1989             | 5         | 2         | 2     | 0     | -         | -         | -          | -          | 7     | 2     |
| Динамо           | 1990             | 15        | 0         | 1     | 0     | 1         | 0         | -          | -          | 17    | 0     |
| Магдебург        | 1990/91          | 3         | 0         | -     | -     | -         | -         | -          | -          | 3     | 0     |
| Видзев           | 1991/92          | 13        | 0         | -     | -     | -         | -         | -          | -          | 13    | 0     |
| Динамо           | 1992/93          | 14        | 1         | 2     | 0     | 4         | 0         | -          | -          | 20    | 1     |
| Всего за Динамо  | Всего за Динамо  | 347       | 29        | 46    | 3     | 43        | 5         | 3          | 0          | 439   | 37    |
| Всего за карьеру | Всего за карьеру | 383       | 30        | 46    | 3     | 43        | 5         | 3          | 0          | 475   | 38    |

- Статистика в Кубках СССР и еврокубках составлена по схеме «осень-весна» и зачислена в год старта турниров

## Семья
- Первая супруга Елена. Сын Тарас занимался теннисом (мастер спорта). Дочь — Екатерина[15].
- Вторая супруга Ирина. Два сына: Денис (род. 2000) — футболист[16], Алексей (род. 2010)[источник не указан 3225 дней]